# Naum Corcescu
Naum Corcescu (n. 21 noiembrie 1922, Lipnic - d. 11 mai 1989, București) a fost un sculptor român.
A absolvit Academia de Arte Frumoase din Iași, promoția 1945, la clasa profesorului Ion Irimescu; la București a studiat cu Cornel Medrea.
Din 1945 a participat la saloanele oficiale de la Iași și la anualele de stat, precum și la numeroase expoziții de artă românească: 1958, Moscova; 1959, Varșovia, Budapesta și Minsk; 1960, Praga, Bratislava, Berlin, Helsinki; 1961, Moscova; 1969, Tel Aviv, Titograd, Moscova, Rijeka; 1971, Vilnius, Sofia, Moscova; 1972, Varșovia, Sankt Petersburg, Praga; 1973, Roma.
Cunoscut mai ales pentru lucrările sale monumentale, Naum Corcescu a avut o concepție sculpturală realistă, compozițiile eroic-monumentale și portretele fiind o constantă în opera sculptorului.

## Lucrări
Artă publică:
- Ciprian Porumbescu, 1956, Stupca, Suceava;
- Grup sportiv, 1962, Mamaia;
- Jucătoarea de tenis 1966, București, Parcul Dinamo;
- Avram Iancu, 1969, Brad. Inițial amplasată în parcul Orașul Nou din Brad statuia fost mutată lângă Gara CFR la periferia orașului pe motivul că nu îl reprezintă concret pe Avram Iancu. În locul ei a fost adusă o nouă statuie a lui Avram Iancu executată de sculptorul Horia Flămându. După un anumit timp statuia de la gară a fost desprinsă de pe soclu de niște cabluri metalice trase de o locomotivă, iar aceasta s-a deteriorat. Statuia a fost depozitată într-un depozit de la Racova. După 1989, statuia a fost reparată și reamplasată lângă gară.[3];
- Știința 1969, Bacău;
- Bustul lui Constantin Dobrogeanu-Gherea din București, 1970, București;
- Monumentul „1907”, 1972, București. Lucrarea este compusă din două părți: un grup statuar format din două personaje realizate din bronz și o construcție arhitectonică, respectiv un soclu din beton armat, placat cu rocă de culoare albă. Monumentul este realizat integral din bronz, cântărește 36 de tone și are o înălțime de 15 metri.[4] Statuia fost expusă inițial în apropierea pieței Obor și a magazinului Bucur Obor, de unde a fost demontată în 2003. După ce a fost reabilitată de Ionel Stoicescu, în peste 2.000 de ore de muncă, în 2007 statuia a fost mutată în Parcul Florilor din cartierul Pantelimon, București.[5][6]
- Olga Bancic
- Turnători
- Relieful

## Premii și distincții
- 1968 – Ordinul „Meritul Cultural” clasa a III-a „pentru activitate deosebită în domeniul artelor plastice”[7]
- 1969 - premiul UAP pentru artă monumentală pentru lucrarea „Avram Iancu”;
- 1971 - premiul Comitetului de Stat pentru Cultură și Artă pentru lucrarea „Eroism”
- 1971 - Ordinul Meritul Cultural clasa a II-a (1971) „pentru merite deosebite în opera de construire a socialismului, cu prilejul aniversării a 50 de ani de la constituirea Partidului Comunist Român”[8]

## In memoriam
- Pictorul Corneliu Baba a realizat o pictură intitulată "Sculptorul Naum Corcescu".